# کاساننواین ایه‌آتسو
کاساننواین ایه‌آتسو (به ژاپنی: 花山院 家厚 かさんのいん いえあつ); ۲۳ آوریل ۱۷۸۹ – ۲۷ سپتامبر ۱۸۶۶) اودایجین (وزیر راست) در زمان امپراتور کومی بود. او یک اشراف‌زاده و پسر آیتوکو بود. او به امپراتور خدمت کرد و به مقام نای‌دایجین (وزیر کشور) درجه یک جوان ارتقا یافت. او در نقاشی به سبک مکتب کانو مهارت داشت.
1. ↑  "花山院家厚はどんな人？ わかりやすく解説 Weblio辞書". Weblio辞書 (به ژاپنی). 2025-05-19. Retrieved 2025-07-07.‏